# ジェームズ・リヴィングストン (初代キルシス子爵)
初代キルシス子爵ジェームズ・リヴィングストン（英語: James Livingston, 1st Viscount Kilsyth、1616年6月25日 – 1661年9月9日）は、スコットランド貴族。清教徒革命では王党派に属し、王政復古の後に子爵に叙された。

## 生涯
サー・ウィリアム・リヴィングストン・オブ・キルシス（1627年没）と2人目の妻マーガレット（Margaret、旧姓ヒューストン（Houston）、サー・ジョン・ヒューストンの娘）の息子として、1616年6月25日に生まれた。1647年4月23日、兄弟の孫ウィリアムの遺産継承者に認定された。
清教徒革命では王党派に属し、1645年に初代モントローズ侯爵ジェイムズ・グラハムとの戦役で大きな損害を受け、1650年から1651年にかけてはイングランド軍とスコットランド軍の双方から自領を略奪され、自身の邸宅も焼き討ちにされた。ただし、キルシス城（Kilsyth Castle）に駐留したことで1650年10月7日にチャールズ・ステュアート（後の国王チャールズ2世）から感謝の手紙が届けられた。1654年、クロムウェル恩赦法により1,500ポンドの罰金を課されたが、後に800ポンドに減額されている。
1661年、スターリングシャー選挙区の代表としてスコットランド王国議会議員を務めた。同年8月17日、スコットランド貴族であるキャンプシー卿とキルシス子爵に叙されたが、その3週間後の9月7日にロンドンで死去、息子ジェームズが爵位を継承した。

## 家族
1639年12月10日、ユーフェイム・カニンガム（Euphame Cunningham、サー・デイヴィッド・カニンガムの娘）と結婚、2男2女をもうけた。
- ジェームズ（1706年没） - 第2代キルシス子爵[1]
- エリザベス - 1662年ごろ、ロバート・モンゴメリー（Robert Montgomery、第6代エグリントン伯爵アレクサンダー・モンゴメリー（英語版）の五男）と結婚、子供あり。その後、ジョージ・ダグラス（George Douglas、サー・ウィリアム・ダグラス閣下の五男）と再婚[4]
- アン（1648年 – ?） - 生涯未婚[2]
- ウィリアム（1650年 – 1733年） - 第3代キルシス子爵[1]